# Selección femenina de voleibol de Turquía

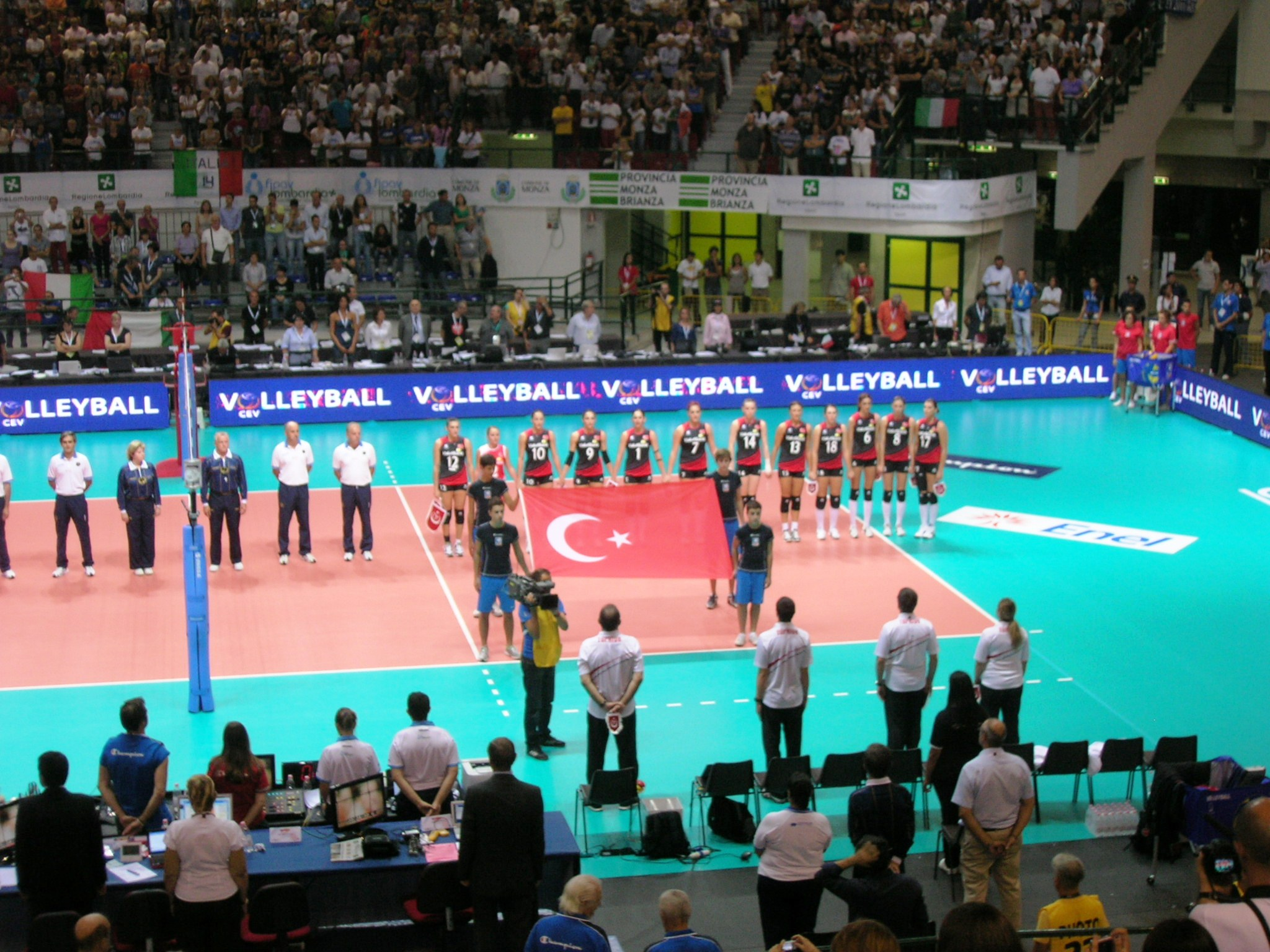
Selección femenina de voleibol de Turquía en un partido contra Italia

La selección femenina de voleibol de Turquía que representa a Turquía en las competiciones de selecciones nacionales femeninas. Durante el siglo XX, la selección turca tuvo actuaciones menores en el Campeonato Europeo, aunque logró múltiples segundos puestos en los Juegos Mediterráneos, donde las potencias a menudo se ausentaban o enviaban equipos secundarios.
En el Campeonato Europeo 2003, celebrada en la ciudad turca de Ankara, el conjunto local sorprendió al derrotar a Rusia en la fase de grupos y superar a los Países Bajos para alcanzar la final, donde cayó ante Polonia. Su actuación le valió el apodo "Sultanas de la Red" y le permitió clasificar a la Copa Mundial. Allí resultaron séptimas, con cinco victorias y seis derrotas.
La selección continuó obteniendo buenos resultados en el Campeonato Europeo, siendo tercera en 2011, quinta en 2009 y sexta en 2005. También ganó la Liga Europea 2014, fue segunda en 2009 y 2011, y tercera en 2010.
Turquía se clasificó en el Campeonato Mundial por primera vez en 2006, resultando décima. Luego obtuvo el sexto puesto en 2010 y el noveno en 2014. En 2012 disputó los Juegos Olímpicos, acabando novena.
En el Grand Prix de Voleibol, Turquía fue tercera en 2012 y cuarta en 2014. En los Juegos Mediterráneos consiguió el oro en 2005 y la plata en 2009 y 2013. 

## Palmarés
| Competición        |   |   |   | Total |
| ------------------ | - | - | - | ----- |
| Juegos Olímpicos   | 0 | 0 | 0 | 0     |
| Campeonato Mundial | 0 | 0 | 0 | 0     |
| Liga de Naciones   | 1 | 1 | 1 | 3     |
| Campeonato Europeo | 1 | 2 | 3 | 6     |
| Grand Prix         | 0 | 0 | 1 | 1     |
| Total              | 2 | 3 | 5 | 10    |

## Logros

### Juegos Olímpicos
| Año   | Posición | G | P |
| ----- | -------- | - | - |
| 2012  | 9°       | 2 | 3 |
| Total | 1/13     | 2 | 3 |

### Campeonato Mundial
| Año   | Posición | G  | P  |
| ----- | -------- | -- | -- |
| 2006  | 10°      | 5  | 6  |
| 2010  | 6°       | 6  | 5  |
| 2014  | 9°       | 5  | 4  |
| Total | 3/18     | 16 | 15 |

### Copa Mundial
| Año   | Posición | G | P |
| ----- | -------- | - | - |
| 2003  | 7°       | 5 | 6 |
| Total | 1/10     | 5 | 6 |

### Grand Prix
| Año   | Posición | G  | P |
| ----- | -------- | -- | - |
| 2008  | 7°       | 4  | 5 |
| 2012  |          | 10 | 4 |
| 2013  | 8°       | 6  | 3 |
| 2014  | 4°       | 8  | 6 |
| 2015  | 11°      |    |   |
| 2016  | 10°      |    |   |
| Total |          |    |   |

### Liga de Naciones
- 2018 — 2° puesto

### Campeonato Europeo
| Año   | Posición       | G              | P              |
| ----- | -------------- | -------------- | -------------- |
| 1963  | 10°            | 3              | 3              |
| 1967  | 12°            | 3              | 5              |
| 1975  | No Clasificado | No Clasificado | No Clasificado |
| 1977  | No Clasificado | No Clasificado | No Clasificado |
| 1979  | No Clasificado | No Clasificado | No Clasificado |
| 1981  | 12°            | 0              | 7              |
| 1983  | No Clasificado | No Clasificado | No Clasificado |
| 1985  | No Clasificado | No Clasificado | No Clasificado |
| 1987  | No Clasificado | No Clasificado | No Clasificado |
| 1989  | 11°            | 2              | 5              |
| 1991  | No Clasificado | No Clasificado | No Clasificado |
| 1993  | No Clasificado | No Clasificado | No Clasificado |
| 1995  | 12°            | 0              | 5              |
| 1997  | No Clasificado | No Clasificado | No Clasificado |
| 1999  | No Clasificado | No Clasificado | No Clasificado |
| 2001  | No Clasificado | No Clasificado | No Clasificado |
| 2003  |                | 5              | 2              |
| 2005  | 6°             | 3              | 4              |
| 2007  | 10°            | 2              | 4              |
| 2009  | 5°             | 4              | 2              |
| 2011  |                | 5              | 2              |
| 2013  | 7°             | 3              | 2              |
| 2015  | 4°             | 4              | 2              |
| 2017  |                | 4              | 3              |
| 2019  |                | 7              | 2              |
| Total | 14/32          | 45             | 48             |

## Equipo actual
La siguiente es la lista de  Turquía en el Campeonato Mundial de Voleibol Femenino de 2014.
Director Técnico:  Massimo Barbolini
| N.º | Nombre              | Cumpleaños           | Altura | Peso  | Ataque  | Bloque  | Posición | Club 2014           |
| --- | ------------------- | -------------------- | ------ | ----- | ------- | ------- | -------- | ------------------- |
| 1   | Güldeniz Önal       | 25/03/1986 (38 años) | 1.82 m | 75 kg | 2.96 cm | 2.90 cm | Punta    | Vakıfbank Istanbul  |
| 2   | Gözde Sonsırma (C)  | 26/06/1985 (39 años) | 1.83 m | 72 kg | 2.97 cm | 2.92 cm | Punta    | Vakıfbank Istanbul  |
| 3   | Gizem Karadayı      | 14/01/1987 (38 años) | 1.78 m | 60 kg | 2.85 cm | 2.50 cm | Libero   | Vakıfbank Istanbul  |
| 5   | Kübra Akman         | 13/10/1994 (30 años) | 1.97 m | 89 kg | 3.10 cm | 3.00 cm | Central  | Vakıfbank Istanbul  |
| 6   | Polen Uslupehlivan  | 27/08/1990 (34 años) | 1.93 m | 65 kg | 3.08 cm | 3.00 cm | Opuesta  | Fenerbahçe          |
| 7   | Seda Tokatlıoğlu    | 25/06/1986 (38 años) | 1.92 m | 80 kg | 3.12 cm | 3.04 cm | Opuesta  | Beijing BAW         |
| 8   | Bahar Toksoy        | 06/02/1988 (37 años) | 1.90 m | 75 kg | 3.02 cm | 2.94 cm | Central  | Vakıfbank Istanbul  |
| 9   | Merve Dalbeler      | 27/06/1987 (37 años) | 1.82 m | 73 kg | 3.10 cm | 3.00 cm | Libero   | Fenerbahçe          |
| 11  | Naz Aydemir         | 14/08/1990 (34 años) | 1.86 m | 75 kg | 2.90 cm | 2.94 cm | Armadora | Vakıfbank Istanbul  |
| 13  | Neriman Özsoy       | 13/07/1988 (36 años) | 1.88 m | 76 kg | 3.10 cm | 2.91 cm | Punta    | Imoco Conegliano    |
| 14  | Meliha İsmailoğlu   | 17/09/1993 (31 años) | 1.88 m | 70 kg | 3.00 cm | 2.97 cm | Punta    | Fenerbahçe          |
| 18  | Asuman Karakoyun    | 16/07/1990 (34 años) | 1.80 m | 72 kg | 3.00 cm | 2.90 cm | Armadora | Eczacıbaşı Istanbul |
| 19  | Ceylan Arısan       | 01/01/1994 (31 años) | 1.93 m | 79 kg | 3.17 cm | 3.10 cm | Central  | Eczacıbaşı Istanbul |
| 21  | Özgenur Yurtdagülen | 06/08/1993 (31 años) | 1.90 m | 67 kg | 2.90 cm | 2.85 cm | Central  | Galatasaray         |

## Escuadras
- Campeonato Europeo 2003 —  Medalla de Plata

- Bahar Mert, Esra Gümüş, Sinem Akap, Özlem Özçelik, Aysun Özbek, Natalia Hanikoğlu, Mesude Kuyan, Pelin Çelik, Çiğdem Can, Gülden Kayalar, Seda Tokatlıoğlu y Neslihan Darnel.
  - Entrenador:  Reşat Yazıcıoğulları.

- Copa Mundial 2003 — 7° lugar

- Bahar Mert, Esra Gümüş, Sinem Akap, Özlem Özçelik, Aysun Özbek, Gökçen Denkel, Natalia Hanikoğlu, Gözde Sonsirma, Pelin Çelik, Gülden Kayalar, Seda Tokatlıoğlu y Neslihan Darnel.
  - Entrenador:  Reşat Yazıcıoğulları.

- Campeonato Europeo 2005 — 6° Puesto

- Bahar Mert, Gülden Kayalar, Özlem Özçelik, Aysun Özbek, Duygu Sipahioğlu, Natalia Hanikoğlu, Deniz Hakyemez, Güldeniz Önal, Elif Ağca, Eda Erdem, Seda Tokatlıoğlu y Neslihan Darnel.
  - Entrenador:  Reşat Yazıcıoğulları.

- Campeonato Mundial 2006 — 10° lugar

- Bahar Mert, Gülden Kayalar, Özlem Özçelik, Aysun Özbek, Natalia Hanikoğlu, Deniz Hakyemez, Gözde Sonsirma, Esra Gümüş, Elif Ağca, Eda Erdem, Seda Tokatlıoğlu y Neslihan Darnel.
  - Entrenador:  Reşat Yazıcıoğulları.

- Campeonato Europeo 2007 — 10° Puesto

- Bahar Mert, Gülden Kayalar, Aysun Özbek, Gökçen Denkel, Deniz Hakyemez, Gözde Sonsirma, Pelin Çelik, Esra Gümüş, Neriman Özsoy, Eda Erdem, Çiğdem Can Rasna y Neslihan Darnel.
  - Entrenador:  Alessandro Chiappini.

- Grand Prix 2008 — 7° Puesto

- Nihan Yeldan, Seray Altay, Ergül Avcı, Duygu Bal, Bahar Toksoy, Deniz Hakyemez, Gözde Sonsirma, Pelin Çelik, Esra Gümüş, Neriman Özsoy, Seda Tokatlıoğlu y Naz Aydemir.
  - Entrenador:  Alessandro Chiappini.

- Campeonato Europeo 2009 — 5° Puesto

- Pelin Çelik, Nihan Güneyligil, Gizem Güreşen, Bahar Toksoy, Deniz Hakyemez, Gözde Sonsirma, Naz Aydemir, Esra Gümüş, Neriman Özsoy, Eda Erdem, İpek Soroğlu y Neslihan Darnel.
  - Entrenador:  Alessandro Chiappini.

- Campeonato Mundial 2010 — 6° lugar

- Özge Kırdar, Gülden Kayalar, Gökçen Denkel, Elif Ağca, Bahar Toksoy, Gözde Sonsirma, Naz Aydemir, Esra Gümüş, Neriman Özsoy, Eda Erdem, Seda Tokatlıoğlu, Neslihan Darnel, Büşra Cansu y Gizem Güreşen.
  - Entrenador:  Mehmet Nuri Bedestenlioglu.

- Campeonato Europeo 2011 —  Medalla de Bronce

- Güldeniz Önal, Gülden Kayalar, Gizem Güreşen, Ergül Avcı, Polen Uslupehlivan, Büşra Cansu, Bahar Toksoy, Özge Kırdar, Gözde Sonsirma, Esra Gümüş, Neriman Özsoy, Eda Erdem, Neslihan Darnel y Asuman Karakoyun.
  - Entrenador:  Marco Aurélio Motta.

- Grand Prix 2012 —  Medalla de Bronce

- Güldeniz Önal, Gülden Kayalar, Gizem Güreşen, Ergül Avcı, Polen Uslupehlivan, Bahar Toksoy, Gözde Sonsirma, Naz Aydemir, Esra Gümüş, Neriman Özsoy, Eda Erdem, Neslihan Darnel, Büşra Cansu y Nilay Özdemir.
  - Entrenador:  Marco Aurélio Motta.

- Juegos Olímpicos 2012 — 9° lugar

- Gülden Kayalar, Gizem Güreşen, Polen Uslupehlivan, Bahar Toksoy, Özge Kırdar, Gözde Sonsirma, Naz Aydemir, Esra Gümüş, Neriman Özsoy, Eda Erdem, Neslihan Darnel y Büşra Cansu.
  - Entrenador:  Marco Aurélio Motta.

- Grand Prix 2013 — 8° Puesto

- Güldeniz Önal, Gizem Güreşen, Birgül Güler, Ergül Avcı, Polen Uslupehlivan, Seda Tokatlıoğlu, Bahar Toksoy, Özge Kırdar, Gözde Sonsirma, Naz Aydemir, Neriman Özsoy, Büşra Cansu, Neslihan Darnel, Asuman Karakoyun y Aslı Kalaç.
  - Entrenador:  Massimo Barbolini.

- Campeonato Europeo 2013 — 7° Puesto

- Güldeniz Önal, Gizem Güreşen, Birgül Güler, Ergül Avcı, Polen Uslupehlivan, Seda Tokatlıoğlu, Bahar Toksoy, Özge Kırdar, Gözde Sonsirma, Naz Aydemir, Büşra Cansu y Neslihan Darnel.
  - Entrenador:  Massimo Barbolini.

- Grand Prix 2014 — 4° Puesto

- Güldeniz Önal, Gözde Sonsirma, Gizem Güreşen, Kübra Akman, Seda Tokatlıoğlu, Bahar Toksoy, Merve Dalbeler, Yeliz Başa, Naz Aydemir, Neriman Özsoy, Meliha İsmailoğlu, Büşra Cansu, Asuman Karakoyun y Özgenur Yurtdagülen.
  - Entrenador:  Massimo Barbolini.

- Campeonato Mundial 2014 — 9° lugar

- Güldeniz Önal, Gözde Sonsirma, Gizem Güreşen, Kübra Akman, Polen Uslupehlivan, Seda Tokatlıoğlu, Bahar Toksoy, Merve Dalbeler, Naz Aydemir, Neriman Özsoy, Meliha İsmailoğlu, Asuman Karakoyun, Ceylan Arısan y Özgenur Yurtdagülen.
  - Entrenador:  Massimo Barbolini.

## Divisiones inferiores deTurquía

### Selección sub-23
| Competición               |   |   |   | Total |
| ------------------------- | - | - | - | ----- |
| Campeonato Mundial Sub-23 | 0 | 0 | 0 | 0     |
| Total                     | 0 | 0 | 0 | 0     |

### Selección Sub-20
| Competición               |   |   |   | Total |
| ------------------------- | - | - | - | ----- |
| Campeonato Mundial Sub-20 | 0 | 0 | 0 | 0     |
| Campeonato Europeo Sub-20 | 1 | 0 | 2 | 3     |
| Juegos de la Juventud     | 0 | 0 | 0 | 0     |
| Total                     | 1 | 0 | 2 | 3     |

### Selección Sub-18
| Competición               |   |   |   | Total |
| ------------------------- | - | - | - | ----- |
| Campeonato Mundial Sub-18 | 1 | 1 | 0 | 2     |
| Campeonato Europeo Sub-18 | 1 | 0 | 1 | 2     |
| Total                     | 2 | 1 | 1 | 4     |